# Jason Russell
Jason Russell (nascido em 12 de outubro de 1979) é um cineasta, coreógrafo e ativista, fundador da ONG Invisible Children, Inc. Ele foi o produtor de Kony 2012, um documentário lançado em março de 2012, que se tornou também o vídeo mais visto na história do YouTube. Na primeira semana, houve mais de 60 milhões de visualizações no site, e se tornou alvo de crítica pela mídia.
Ele investiga o guerrilheiro bala bla Joseph Kony, e seus crimes de guerra, e o movimento para levá-lo à Corte Penal Internacional.